# Chenopodiastrum murale
Chenopodiastrum murale (синонім Chenopodium murale L. — укр. лобода мурова) — вид квіткових рослин родини амарантові (Amaranthaceae). Етимологія: лат. murale — «стіни».

## Систематика
Довгий час цей вид, описаний Карлом Ліннеєм у 1753 році як Chenopodium murale належав до роду Лобода (Chenopodium). У 2012 систематики віднесли його до роду Chenopodiastrum.

## Опис
Однорічна трав'яниста рослина висотою зазвичай 10–70 (до 120) см, розгалужена біля основи. Прямостоячі стебла жовтуватого кольору з зеленими смугами, або дещо червонуваті. В основному оливкові, іноді жовтуваті або червонуваті листки тонкі або дещо м'ясисті, неароматичні, глянсові, коли молоді — іноді нечітко борошнисті. Черешок має довжину від 1 до 2,5 см. Листова пластина трикутної, яйцевидої або ромбічно-яйцевидої форми, завдовжки 1–8 (до 10) см і шириною 0,4–3 (до 5) см. Верхні листки ланцетоподібні. Термінальні або в пазухах листків суцвіття — волоті. Запилюється зазвичай вітром. Насіння має діаметр від 1 до 1,5 мм, чорне. Рослина має 2n = 18 хромосом.

## Середовище проживання
Батьківщина: Північна Африка: Алжир; Єгипет; Лівія; Марокко; Туніс. Азія: Бахрейн; Кувейт; Оман; Катар; Саудівська Аравія; Об'єднані Арабські Емірати; Ємен; Кіпр; Ізраїль; Йорданія; Ліван; Сирія; Туреччина. Європа: Білорусь; Естонія; Латвія; Литва; Україна; Австрія; Чехія; Німеччина; Угорщина; Польща; Словаччина; Швейцарія; Данія; Швеція; Об'єднане Королівство; Албанія; Боснія і Герцеговина; Болгарія; Хорватія; Греція; Італія; Македонія; Чорногорія; Румунія; Сербія; Словенія; Франція; Португалія [вкл. Мадейра]; Гібралтар; Іспанія [вкл. Канарські острови]. Широко натуралізований. Рослина, яка присутня там, де порушене середовище: узбіччя, сміттєзвалища, деградовані місця, занедбані сади, острови з колоніями чайок і т. д.

## Використання
Листя і молоді пагони можуть бути спожиті сирими або приготовлені. Сирі листки слід вживати, але тільки в невеликих кількостях через вміст сапонінів. Насіння також готують для їжі.

## Галерея

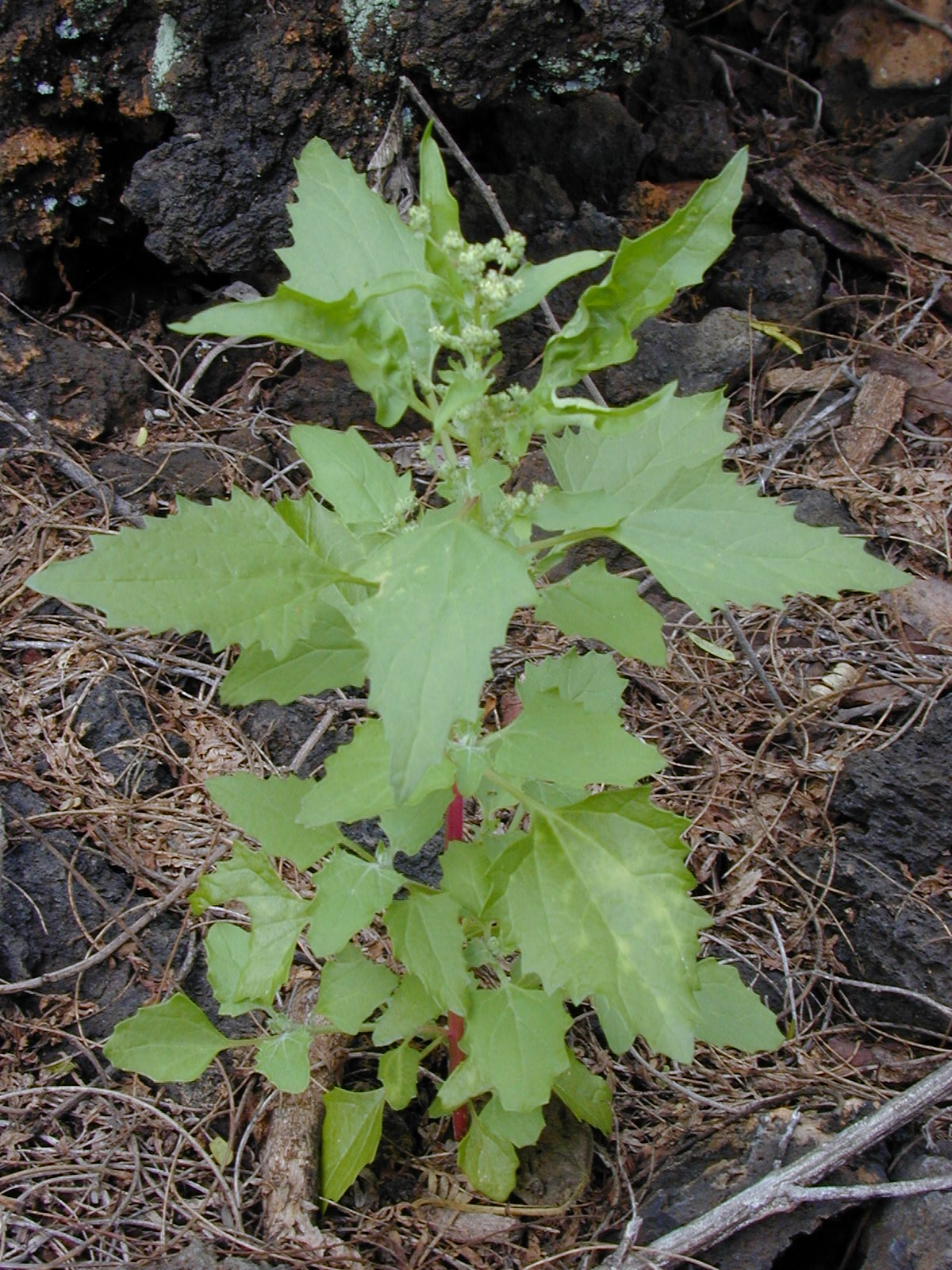
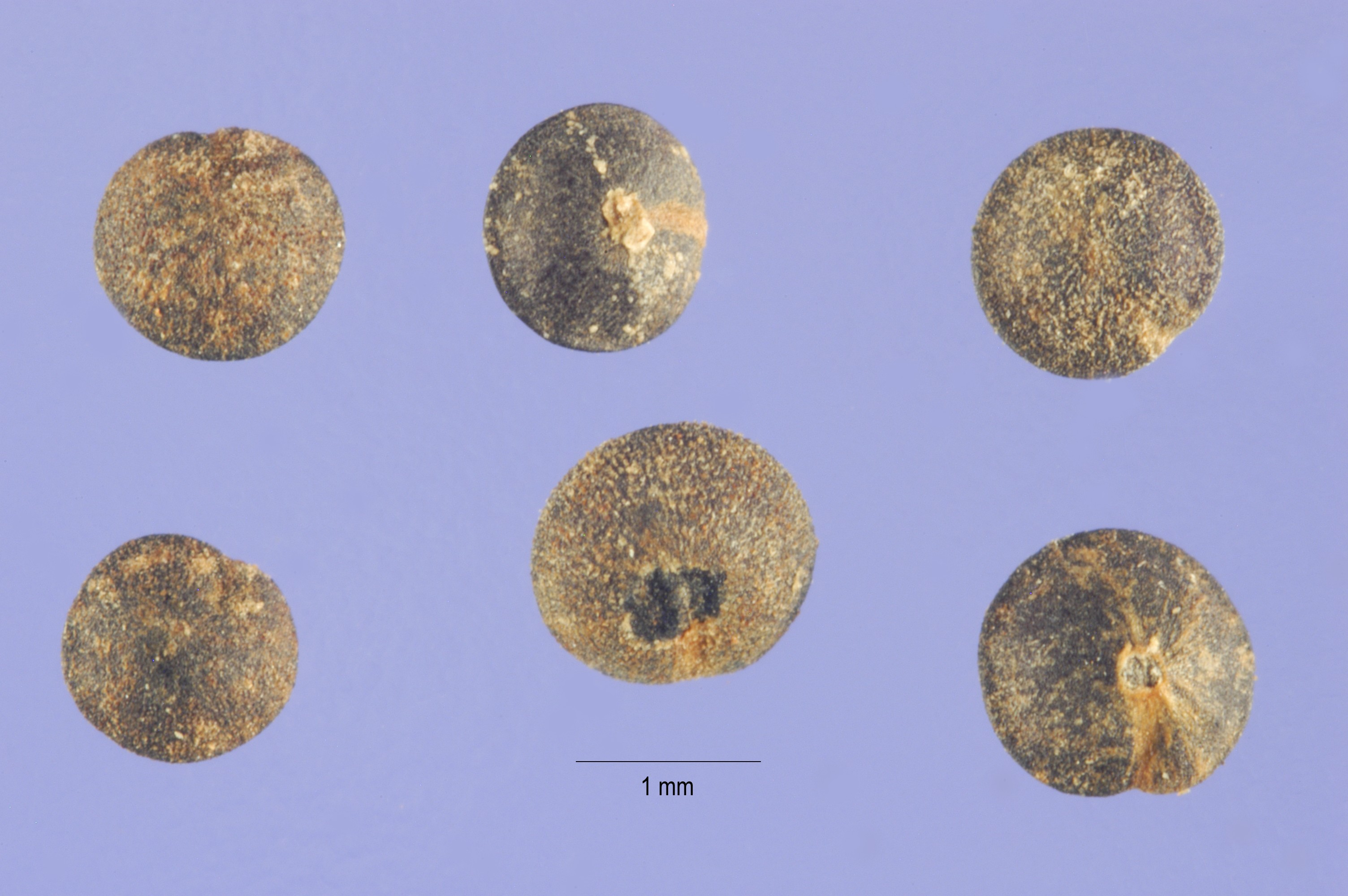
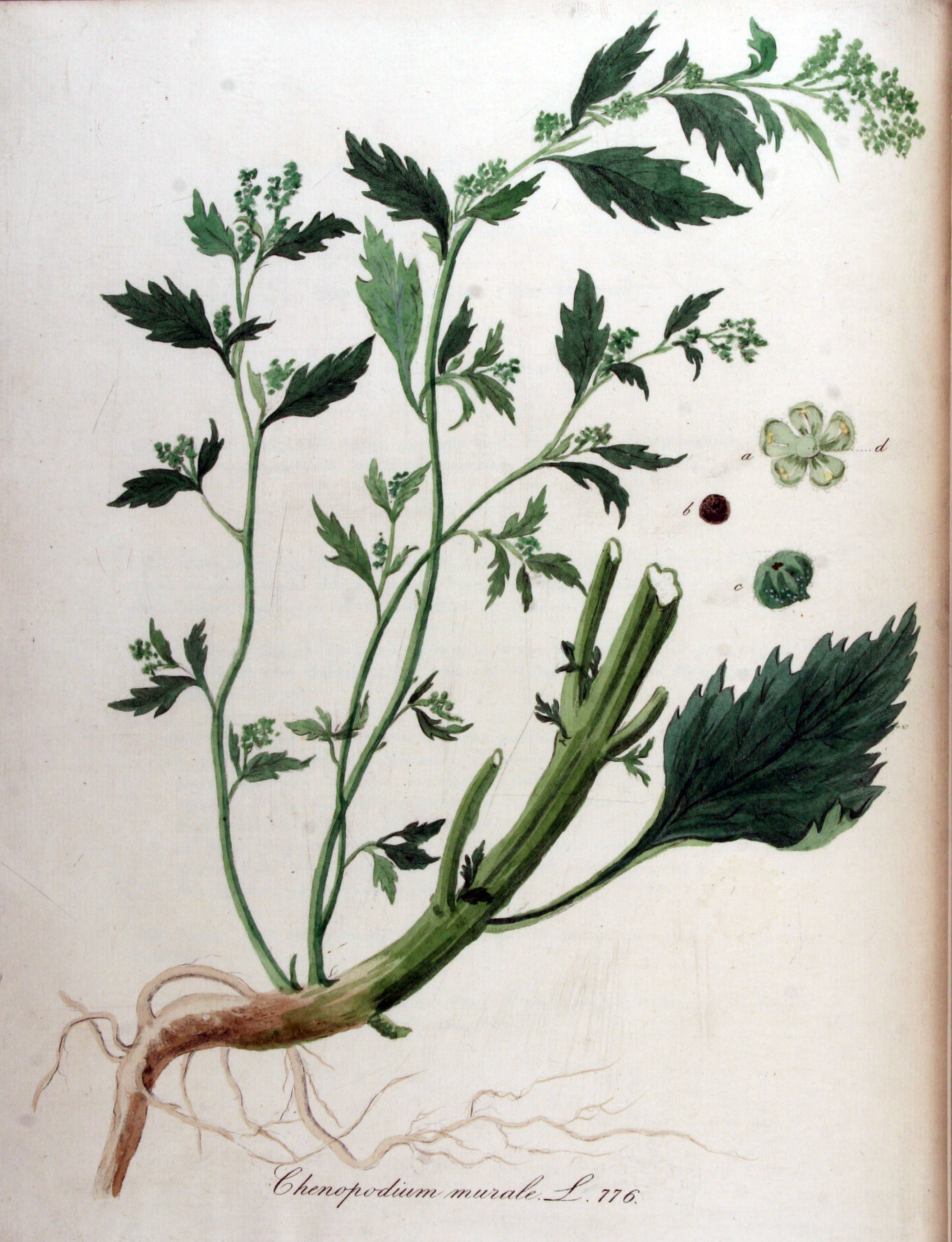